# Amanita ceciliae
Amanita ceciliae (Miles Joseph Berkeley și Christopher Edmund Broome, 1854 ex Cornelis Bas, 1984), sin. Amanita inaurata (Louis Secretan, 1833 ex Claude Casimir Gillet, 1874), din încrengătura Basidiomycota în familia Amanitaceae și de genul Amanita, denumită în popor ciupercă cu teacă, sau ciupercă fără inel uriașă, este o specie de ciuperci comestibile care coabitează, formând micorize pe rădăcinile arborilor. Acest burete, între timp devenit foarte rar, se poate găsi în România, Basarabia și Bucovina de Nord, crescând solitar sau în grupuri mici preferat pe sol neutru până calcaros, dar se întâlnește și pe cel argilos, în păduri de foioase împreună  cu carpen, fagi, mesteceni și stejari, dar poate apărea uneori de asemenea în cele de conifere sub (brazi, molizi și pini. Timpul fructificației este din iunie până în septembrie (octombrie). Specia a fost transferată corect la genul Amanita sub păstrarea epitetului de către micologul olandez Cornelis (Kees) Bas (1928-2013), de verificat în volumul 12 al jurnalului micologic Persoonia din 1984. Acest nume este valabil până în prezent (2020).
Epitetul este referitor la soția lui Miles Joseph Berkeley, Cecilia. Numele a fost menit de Berkeley pentru ca „să se înregistreze serviciile ei care au fost oferite micologiei prin multe ilustrații excelente și în alte moduri”.

## Taxonomie

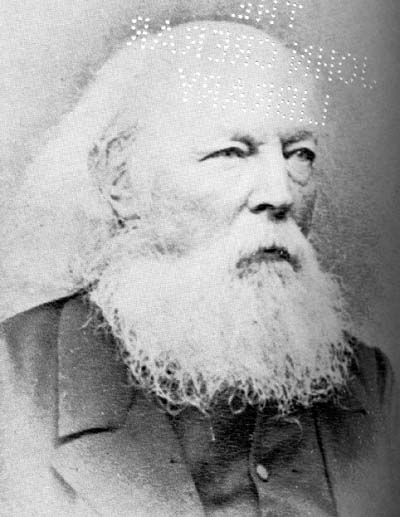
Berkeley

Buretele a fost pomenit drept Agaricus strangulatus deja în 1838 de renumitul savant suedez Elias Magnus Fries în cartea sa Epicrisis systematis mycologici, seu synopsis hymenomycetum, dar nu în mod clar, astfel s-a hotărât, că numele binomial este Agaricus ceciliae, determinat de micologii englezi Miles Joseph Berkeley și Christopher Edmund Broome (1812-1886) în volumul 13 al jurnalului științific Annals and Magazine of Natural History din 1854.
În cărți micologice se mai găsește uneori denumirea lui Fries, dar în special cea a micologului elvețian Louis Secretan (1758-1839), anume Amanita inaurata din 1833 care însă a trebuit să fie confirmată, rezolvat de micologul francez Claude Casimir Gillet în 1874.
Toate celelalte încercări de redenumire sunt valabile sinonim, dar, fiind nefolosite, sunt de neglijat.

## Descriere
Ordinul Agaricales este de diversificare foarte veche (între 178 și 139 milioane de ani), începând din timpul perioadei geologice în Jurasic în diferență de exemplu cu genul Boletus (între 44 și 34 milioane de ani).

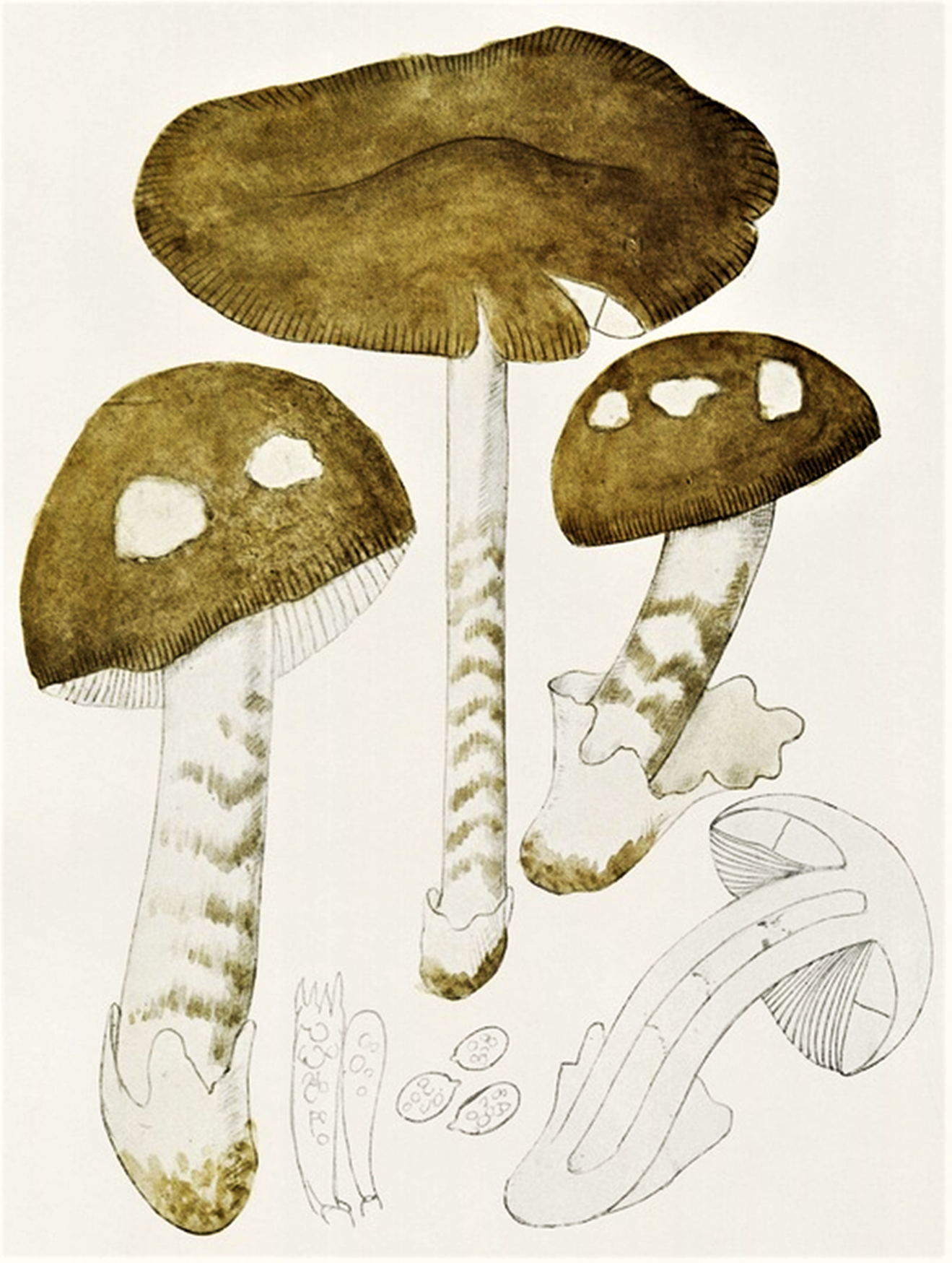
Bres.: Amanita strangulata

- Pălăria: este cărnoasă, mare, cu un diametru de aproximativ 7-18 cm, uneori până la 25 cm, dar destul de fragilă, fiind amenajată central peste picior. Ciuperca are la început forma unui ou, devenind repede bombată cu marginea răsfrântă în jos, apoi concavă, în sfârșit plată, atunci cu marginea în sus și adesea prevăzută cu o cocoașă  mică. Marginea este striată, striațiile fiind strâmte și ating adesea o treime al diametrului pălăriei. Cuticula este satinată, slab umedă, la umezeală lipicioasă, culoarea variind de la gri-albicios, peste gri-ocru și brun gălbui până la cenușiu-brun sau chiar brun închis. Prezintă fragmente pufoase ale vălului parțial de culoare cenușie.
- Lamelele: sunt libere, destul de înghesuite, adâncite, subțiri și inegale, cu lame intermediare, spre bază mai strâmte precum rotunzite spre margine. Ele sunt albe și nu se decolorează la atingere, muchiile fiind de culoare mai închisă, slab ocru și flocoase.
- Piciorul: cu o înălțime 8-16 (20) cm și o grosime de până la 3 cm nu este astfel de fragil ca pălăria, fiind cilindric, subțiat către vârf precum ușor umflat la bază (dar niciodată cu bulb). La început împăiat pe dinăuntru, devine cu timpul gol. Sfârșește într-o volvă dublă, inițial pieloasă, albicioasă până deschis cenușie, dar foarte fragilă care dispare cu timpul. Nu are inel. Coloritul exterior este pentru lung timp albicios, traversat de fibrile nepersistente albicioase dispuse aproape diagonal în formă de bandă. După  disoluția solzișorilor rămâne o liniatură zimțuită brună ce conferă tijei aspectul unei piei de șarpe. Cu timpul și coaja tinde spre brun deschis.
- Carnea: ingerată în stare crudă toxică, este albă și fragedă, ce nu se decolorează după tăiere, ocazional ceva umedă în pălărie, și în picior de o consistență relativ fmai tare. Mirosul este foarte slab de ciuperci, aproape imperceptibil și gustul plăcut.
- Caracteristici microscopice: Sporii sunt rotunjori până slab elipsoidali, netezi, hialini (translucizi) și neamiloizi (nu se decolorează cu Iod), cu un conținut granular și o mărime de 12-14 x 9-11 microni. Pulberea lor este albă. Basidiile cu 4 sterigme fiecare sunt clavate, fără catarame și măsoară 60-65 x 13-15 microni. Cistide (elemente sterile situate în stratul himenal sau printre celulele din pielița pălăriei și a piciorului, probabil cu rol de excreție) du un aspect asemănător sunt ceva mai mici.[13]
- Reacții chimice: Carnea se decolorează cu anilină de fenol imediat vinaceu. Încercări de a genera reacții ale cuticulei cu hidroxid de potasiu au rămas negative.[14][15]

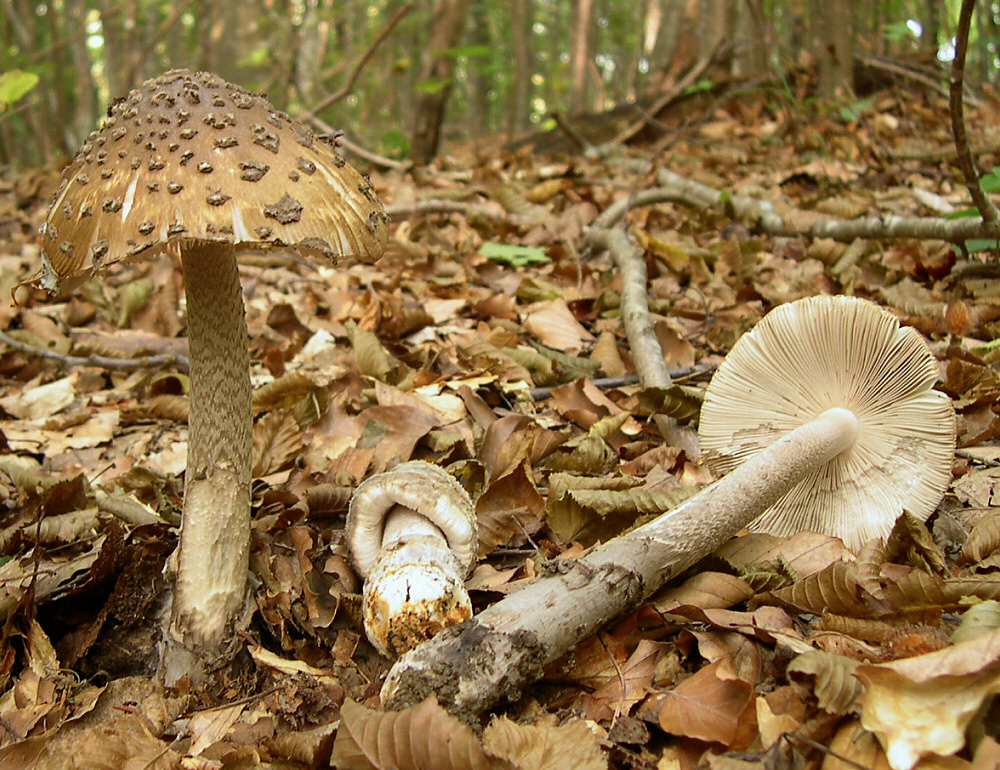
A. ceciliae, pălărie, picior și lamele
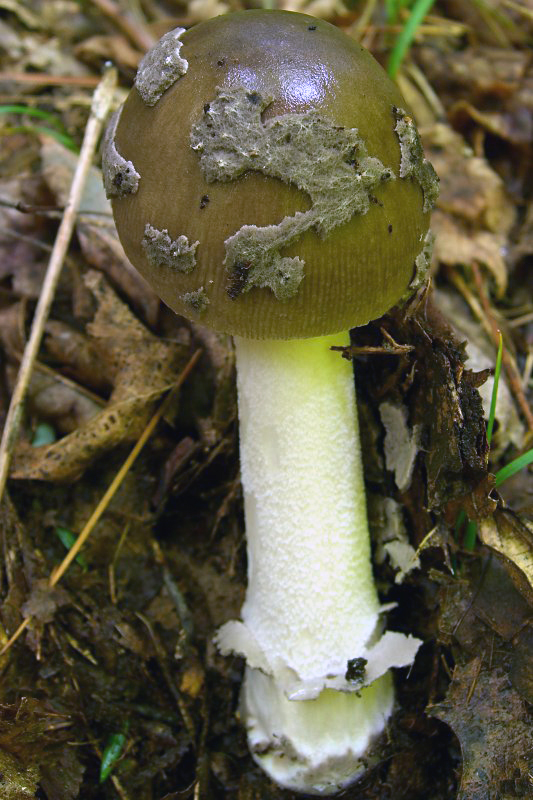
A. ceciliae tânără
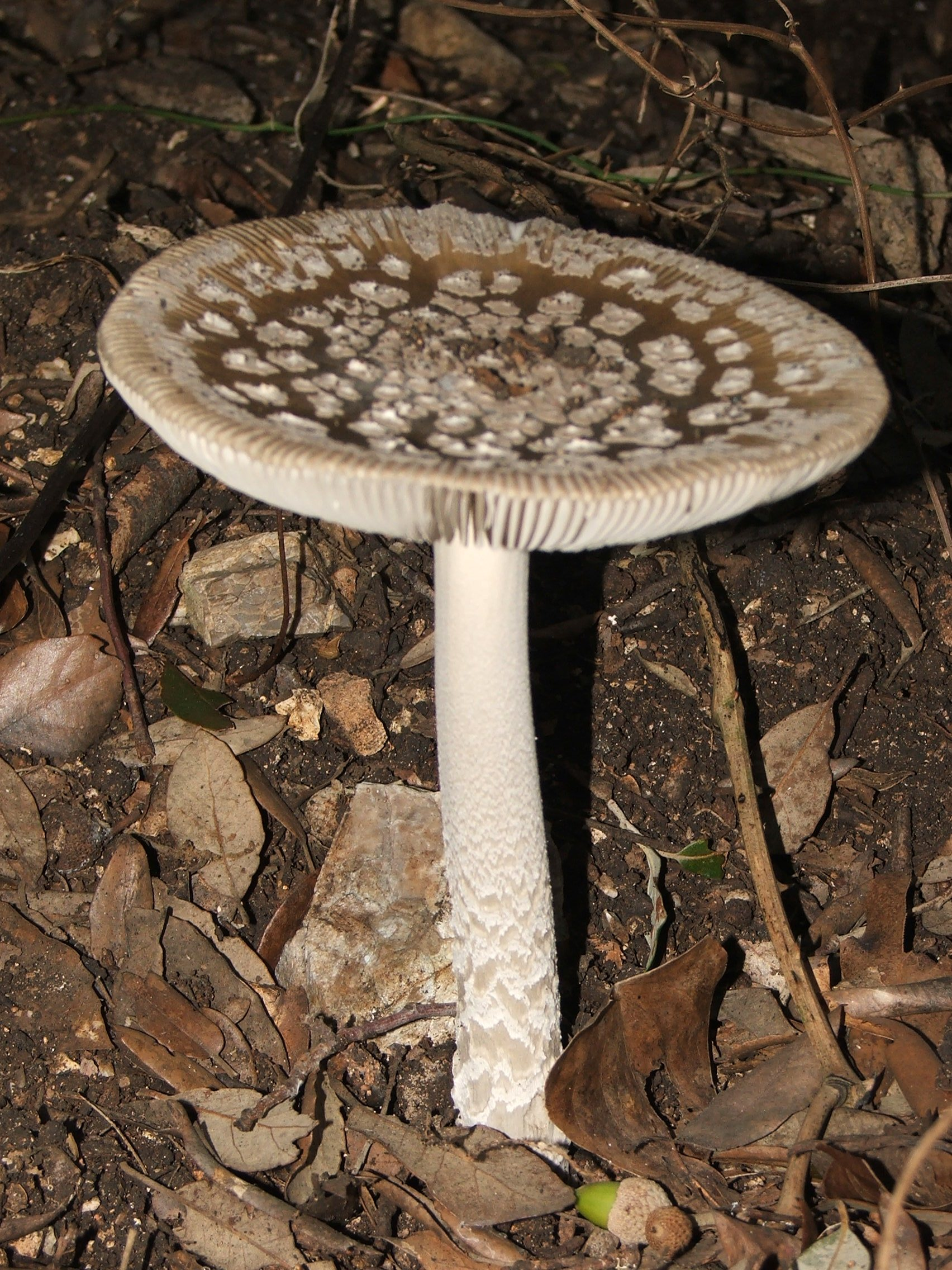
A. ceciliae mai în vârstă
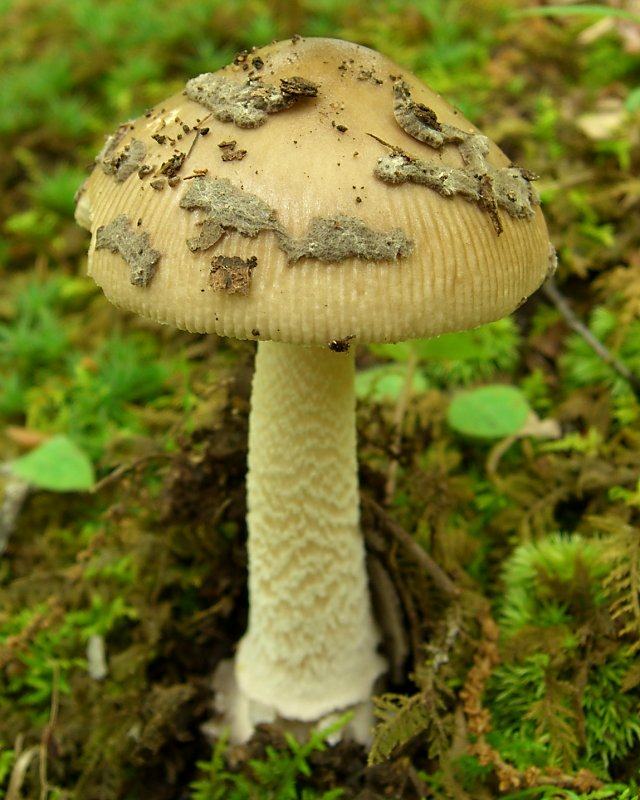
A. ceciliae mai deschisă

## Confuzii
Dacă se dă seama că Amanita ceciliae nu are bulb sau inel, ea nu poate fi confundată cu Amanitele otrăvitoare sau letale. Asemănătoare sunt Amanita submembranacea și speciile înrudite mai mici, ca de exemplu surata ei Amanita vaginata, sau Amanita battarrae sin. Amanita umbrinolutea, Amanita crocea, Amanita flavescens, Amanita fulva, Amanita lividopallescens și Amanita mairei. Toți acești bureți sunt comestibili.
Dar dacă nu se dă seama de criteriile de exclusie sus numite, o confuzie este posibilă între altele cu otrăvitoarele Amanita gemmata, Amanita pantherina, Amanita regalis și Lepiota aspera, necomestibila Amanita porphyria precum cu comestibilele Amanita citrina sau Amanita rubescens.

## Specii asemănătoare în imagini

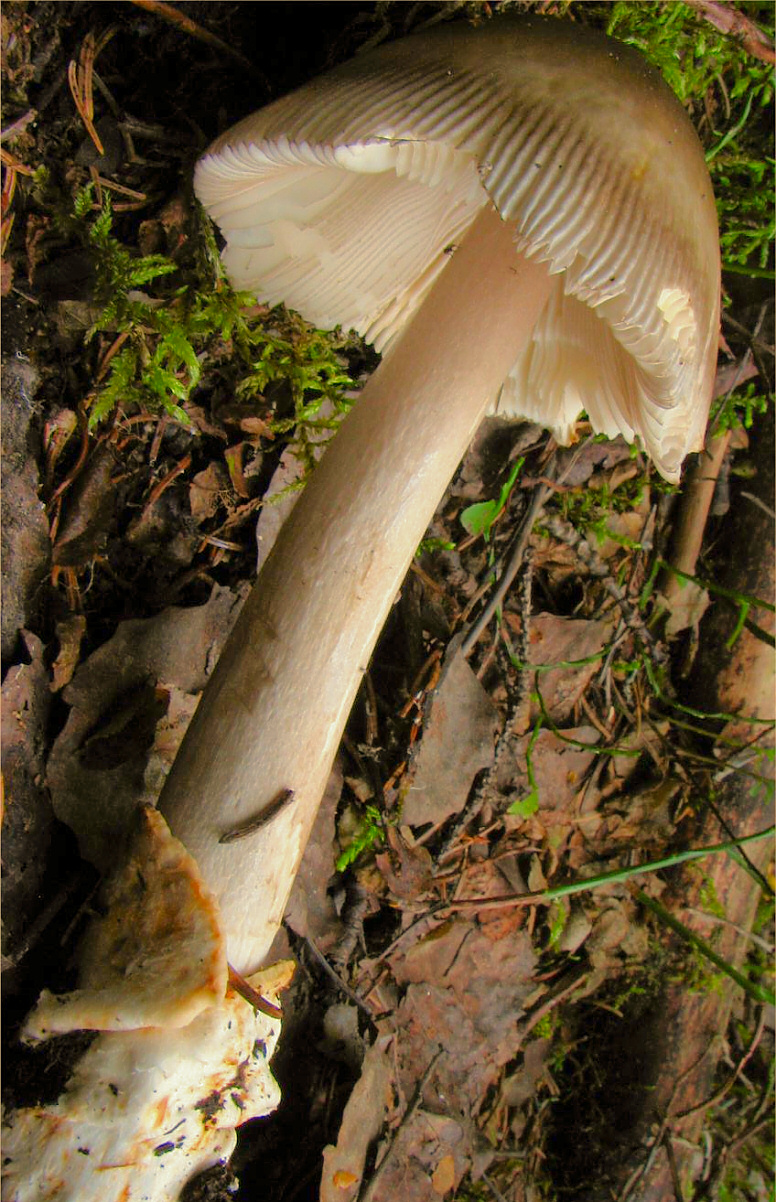
Amanita battarrae
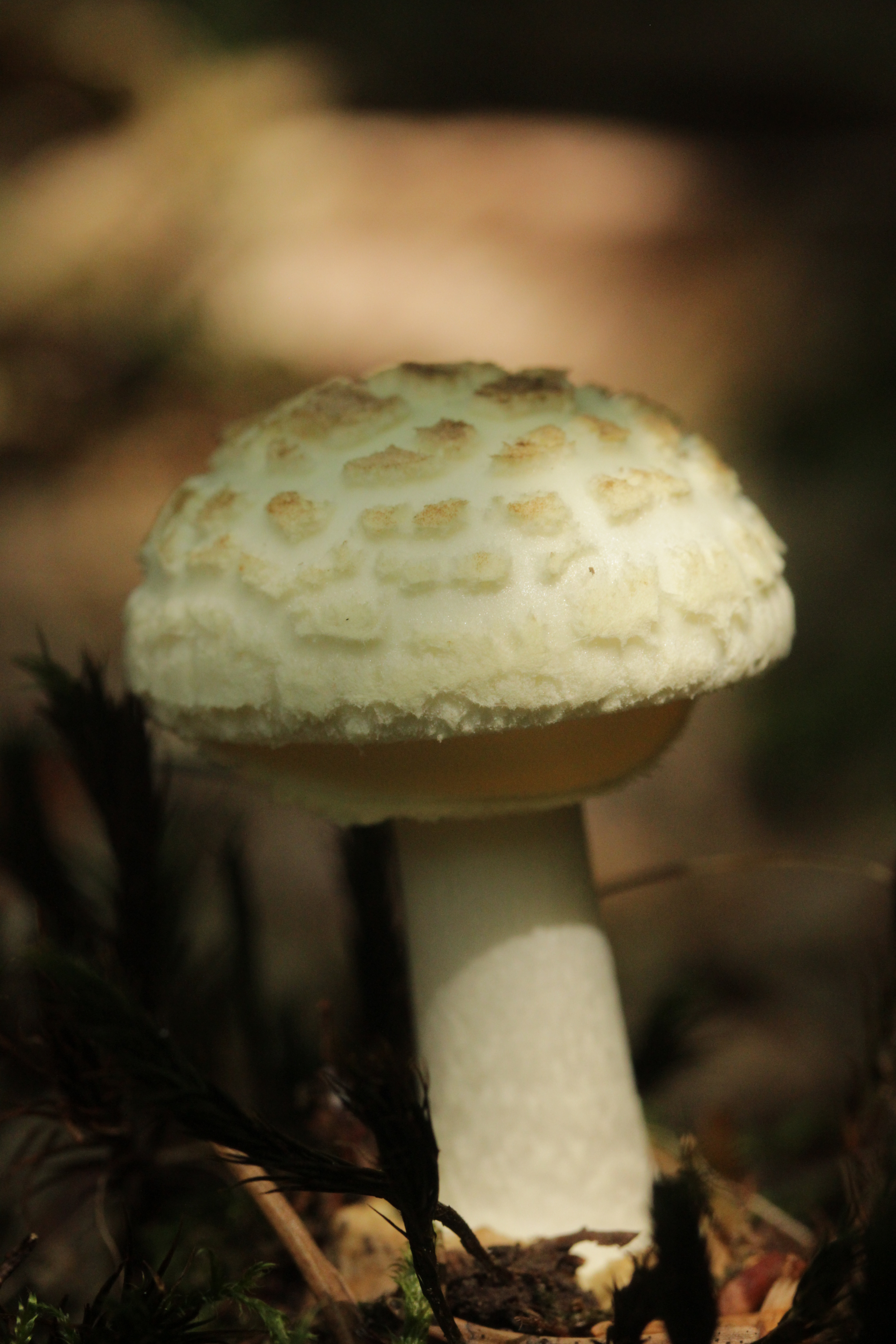
Amanita citrina
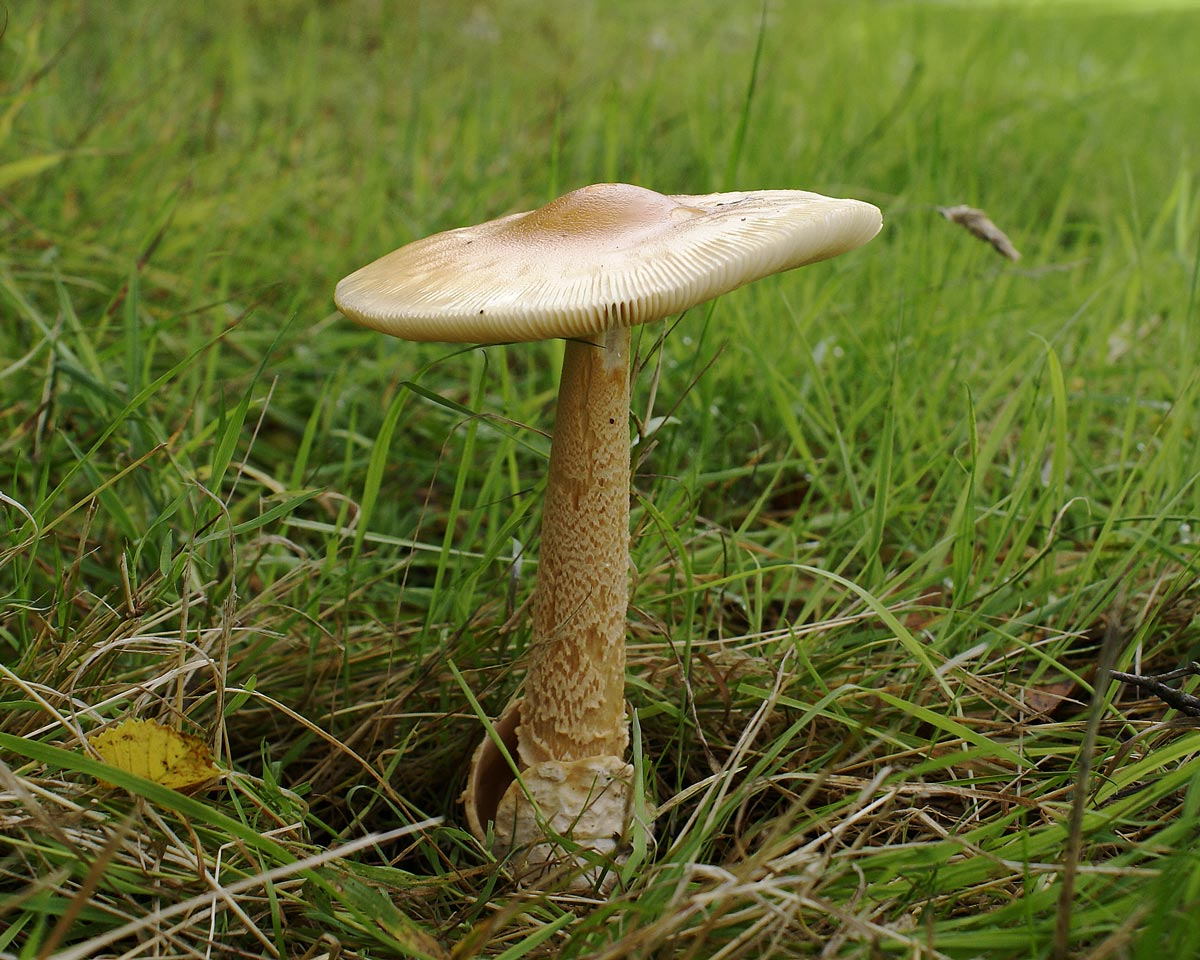
Amanita crocea
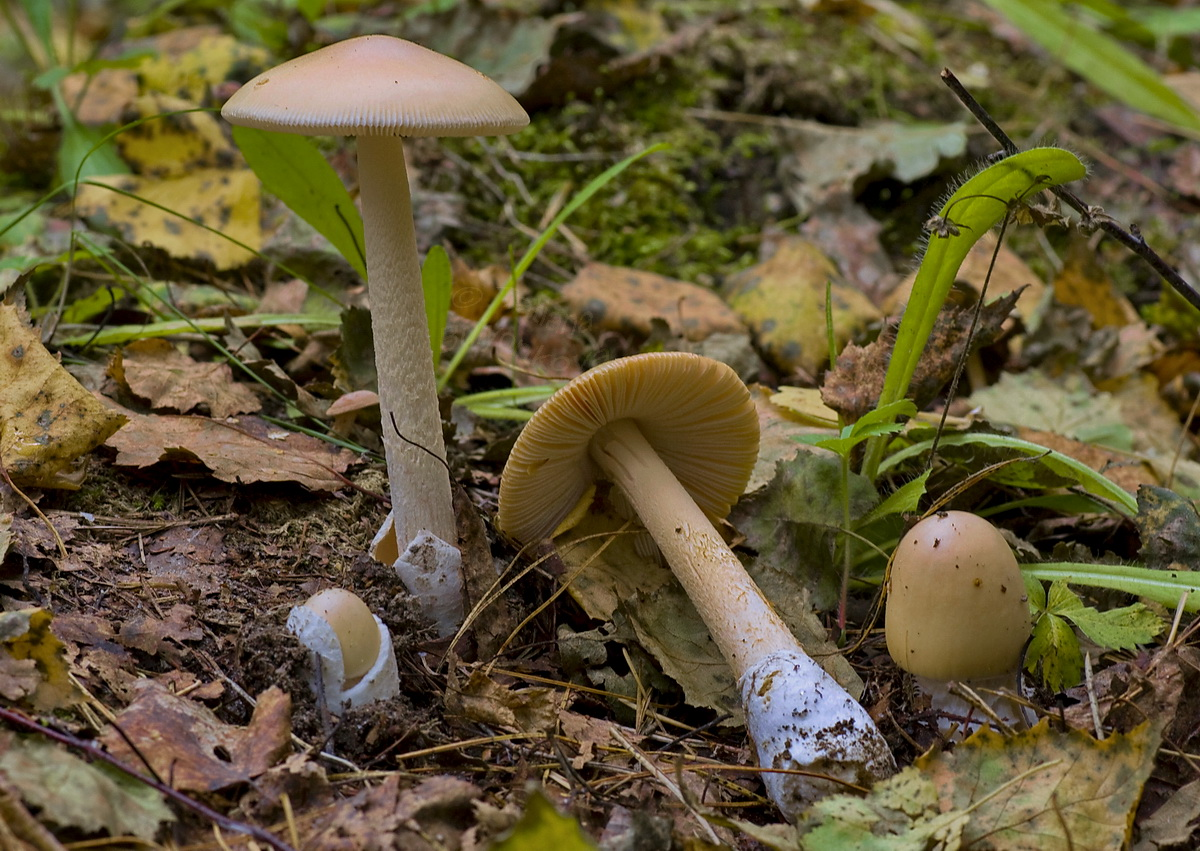
Amanita flavescens
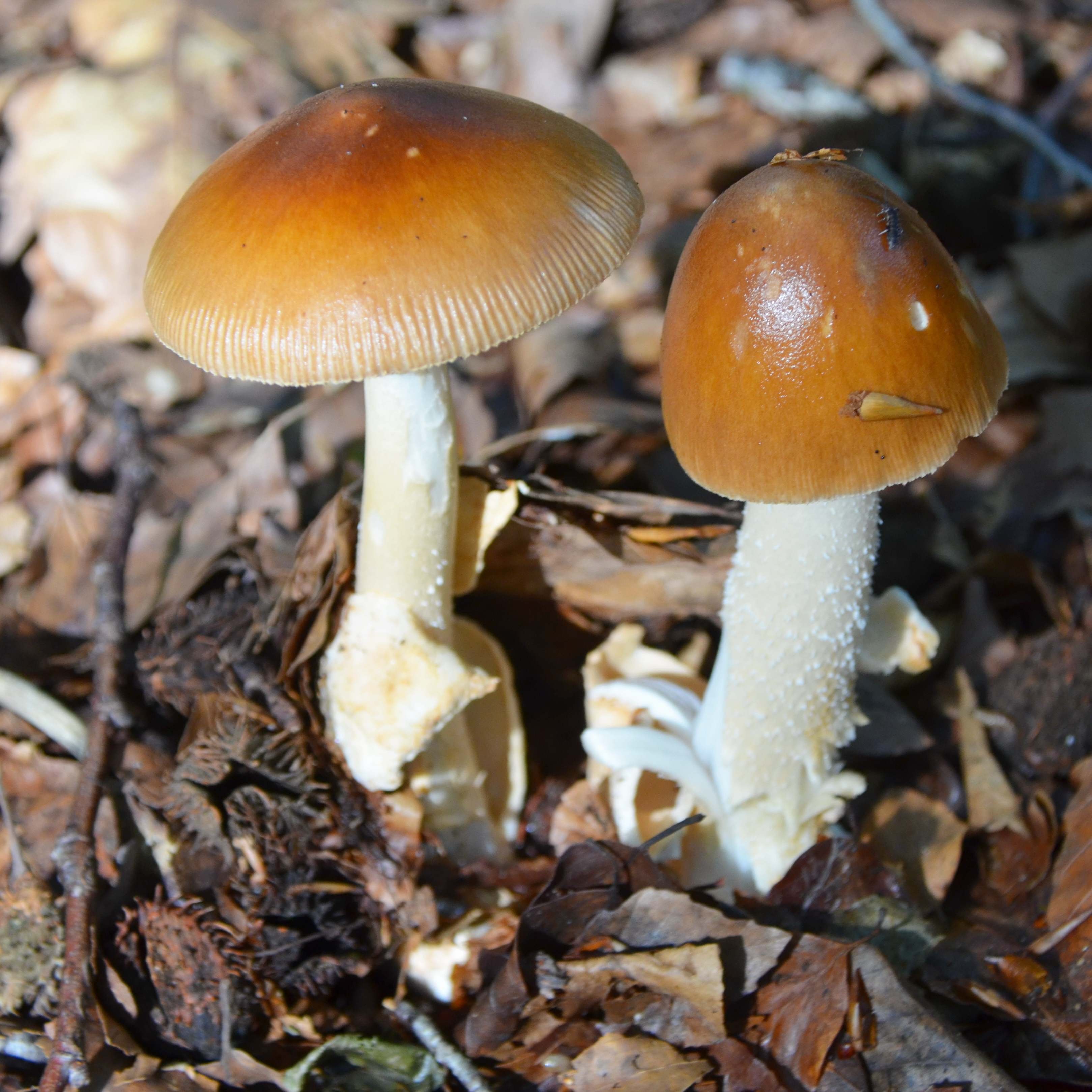
Amanita fulva
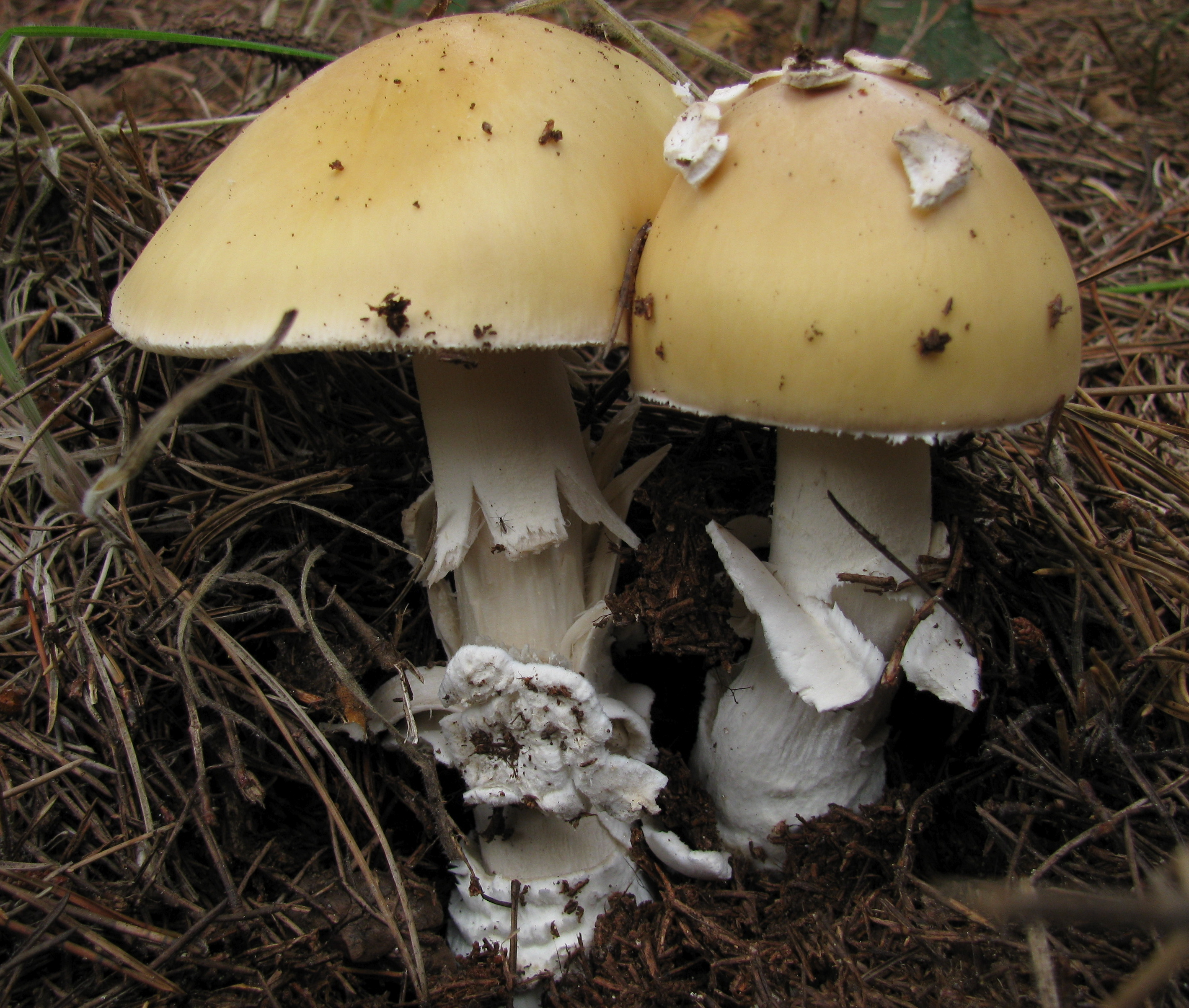
!!Amanita gemmata!!
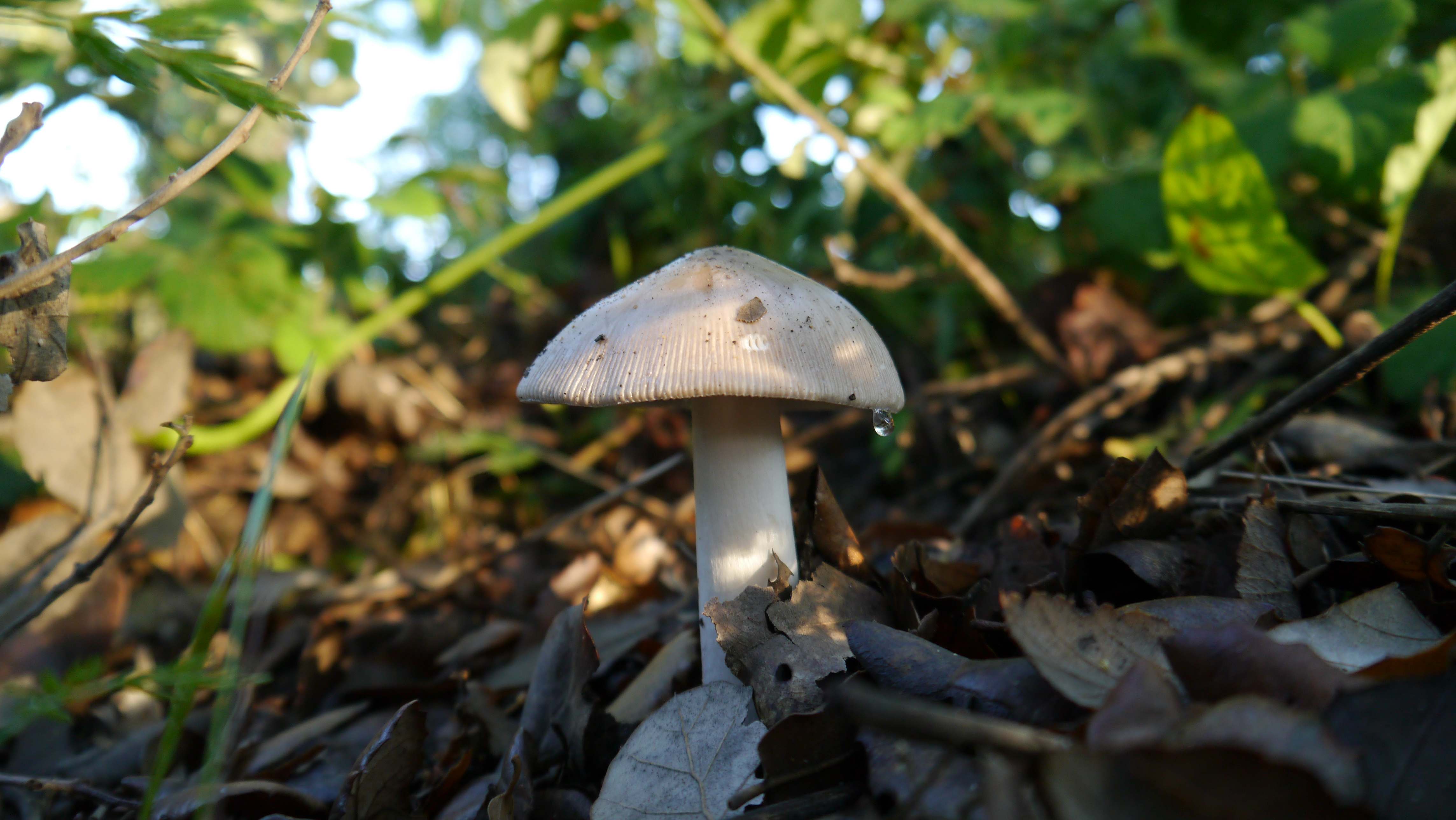
Amanita lividopallescens
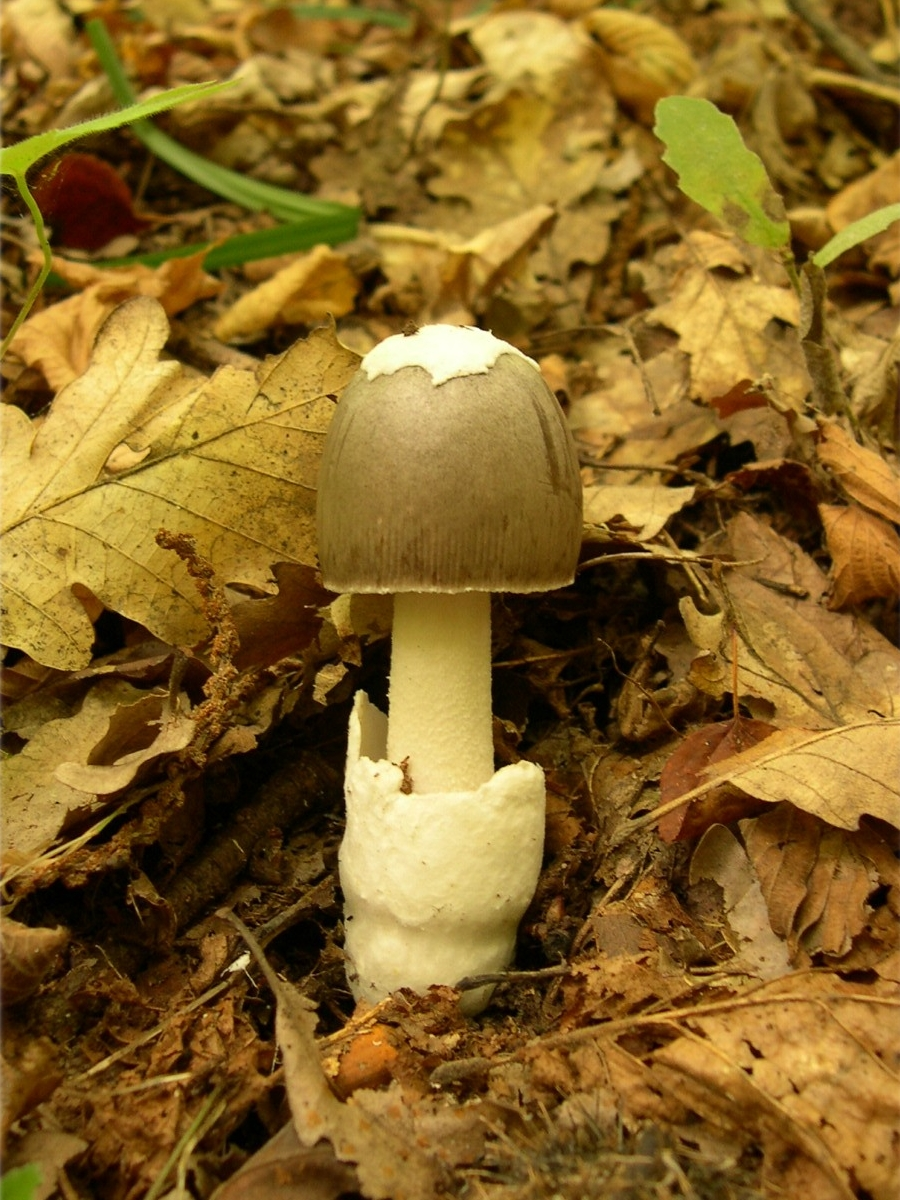
Amanita mairei

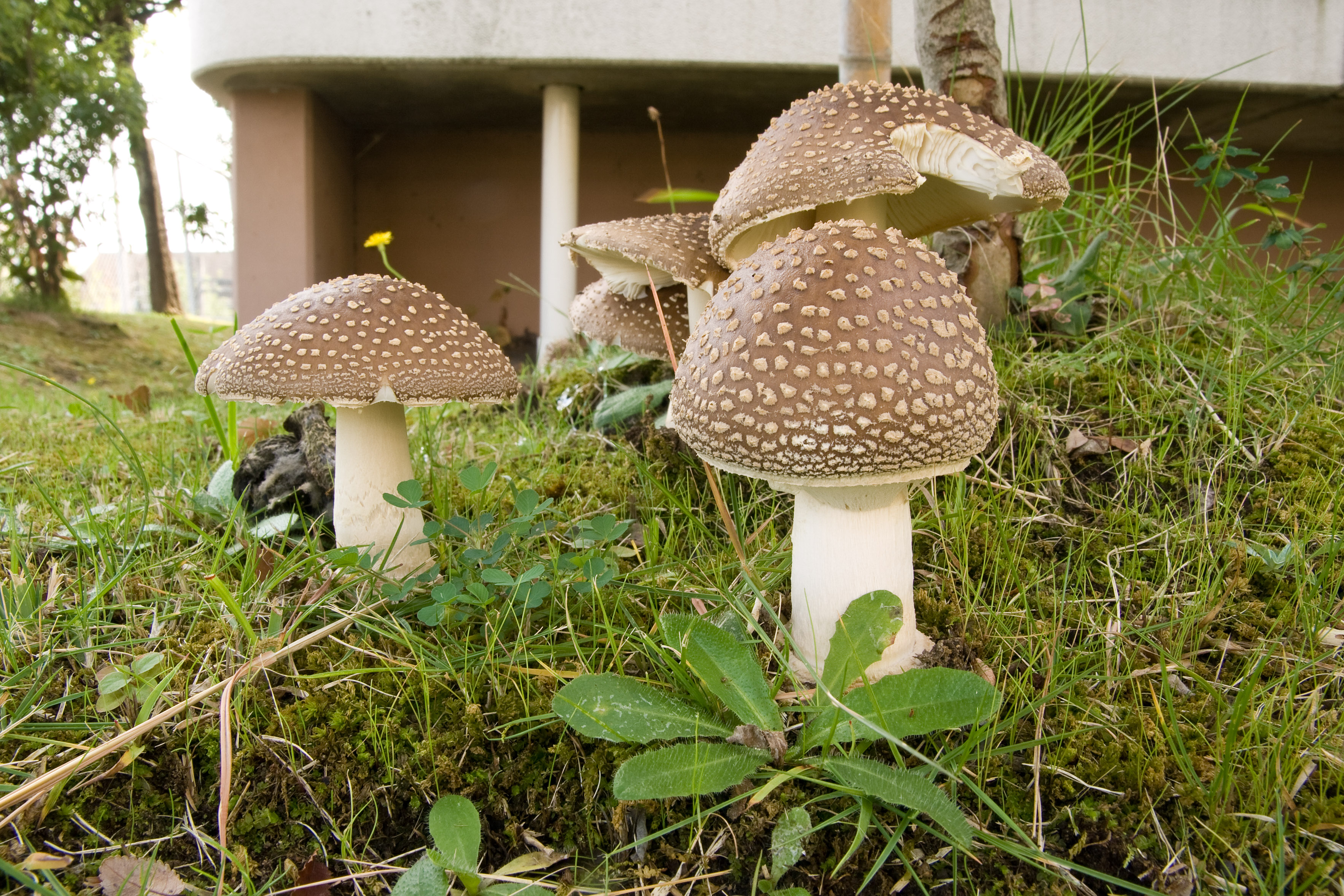
!!Amanita pantherina!!
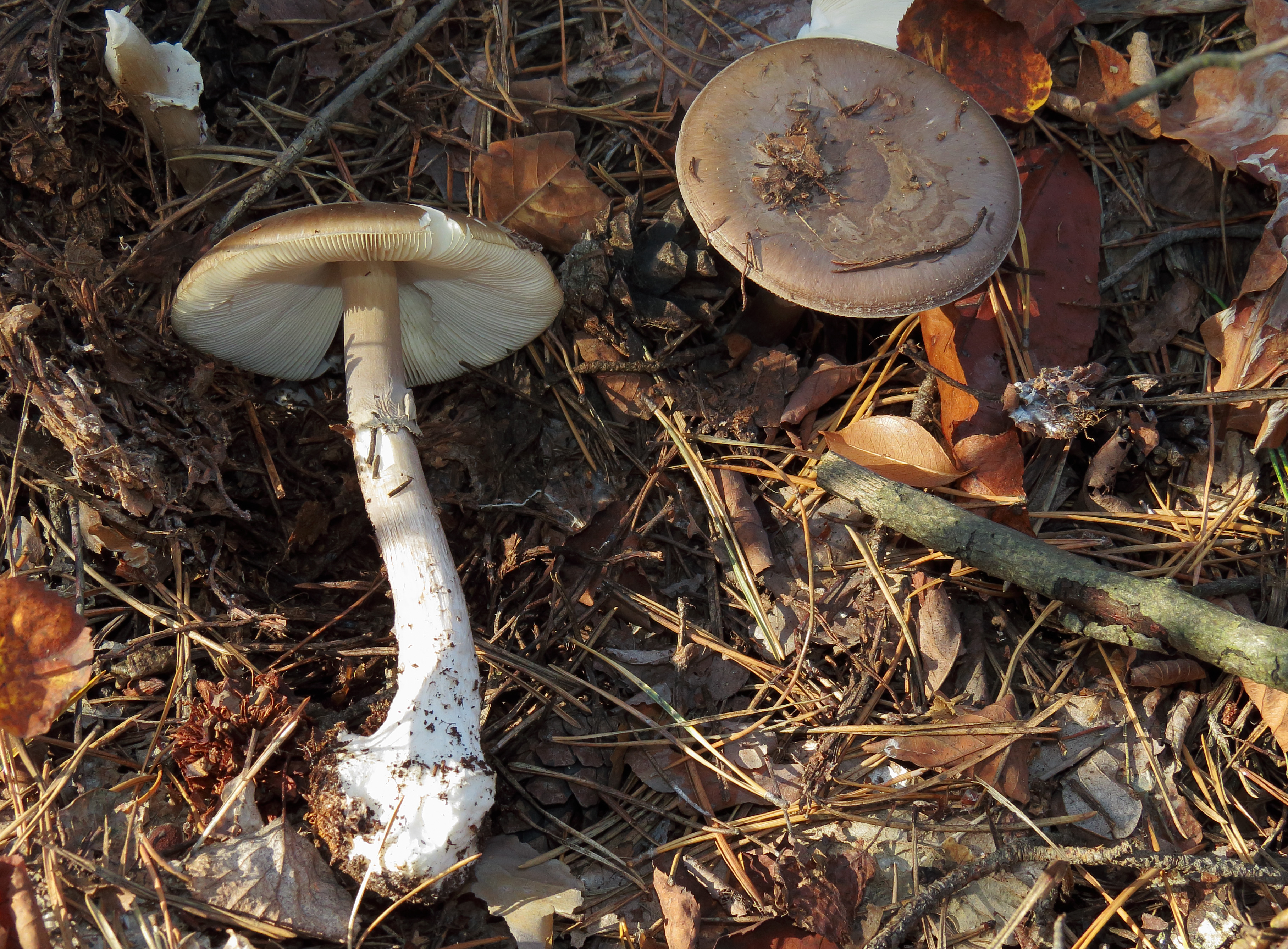
!Amanita porphyria!
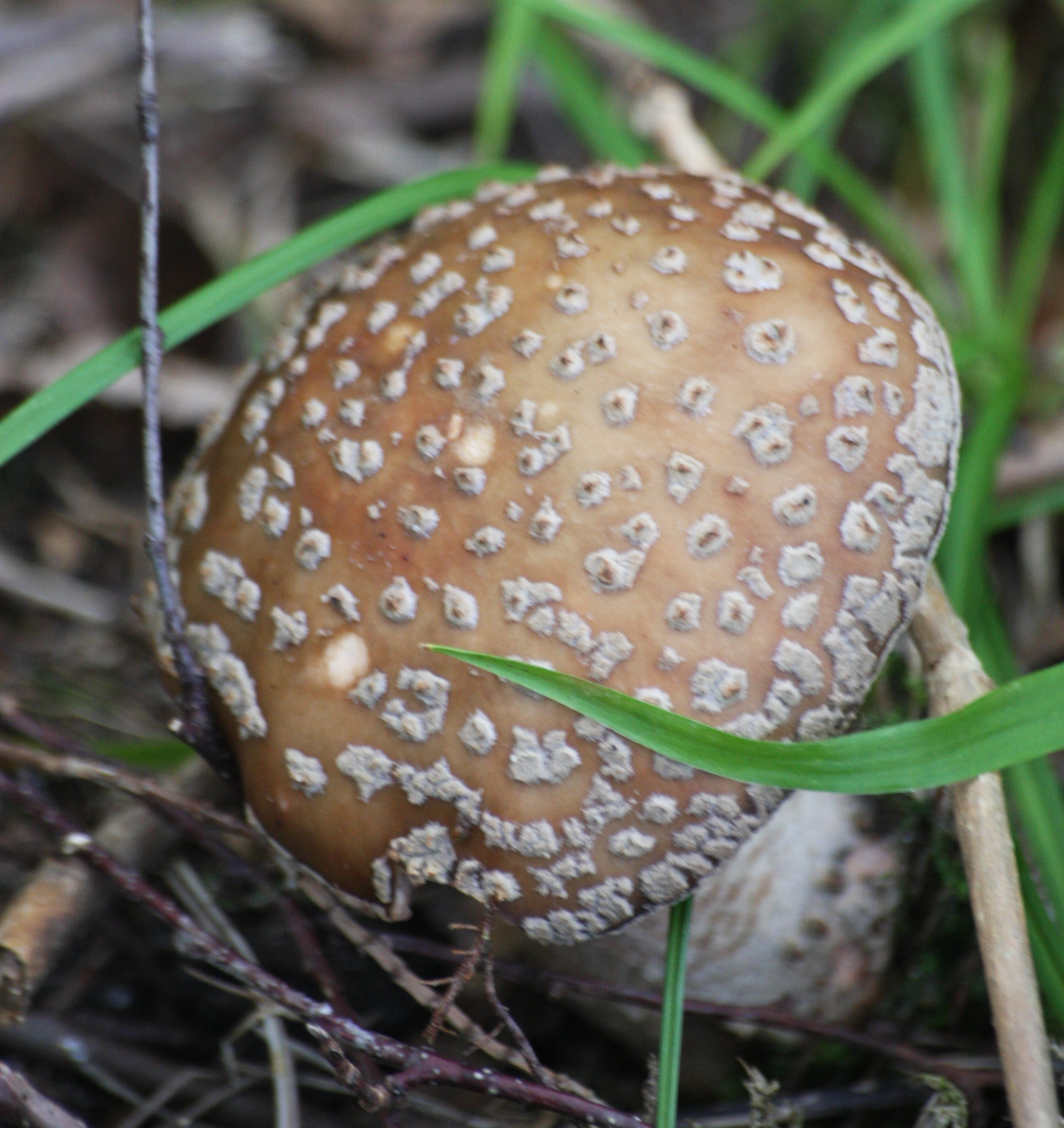
!!Amanita regalis!!
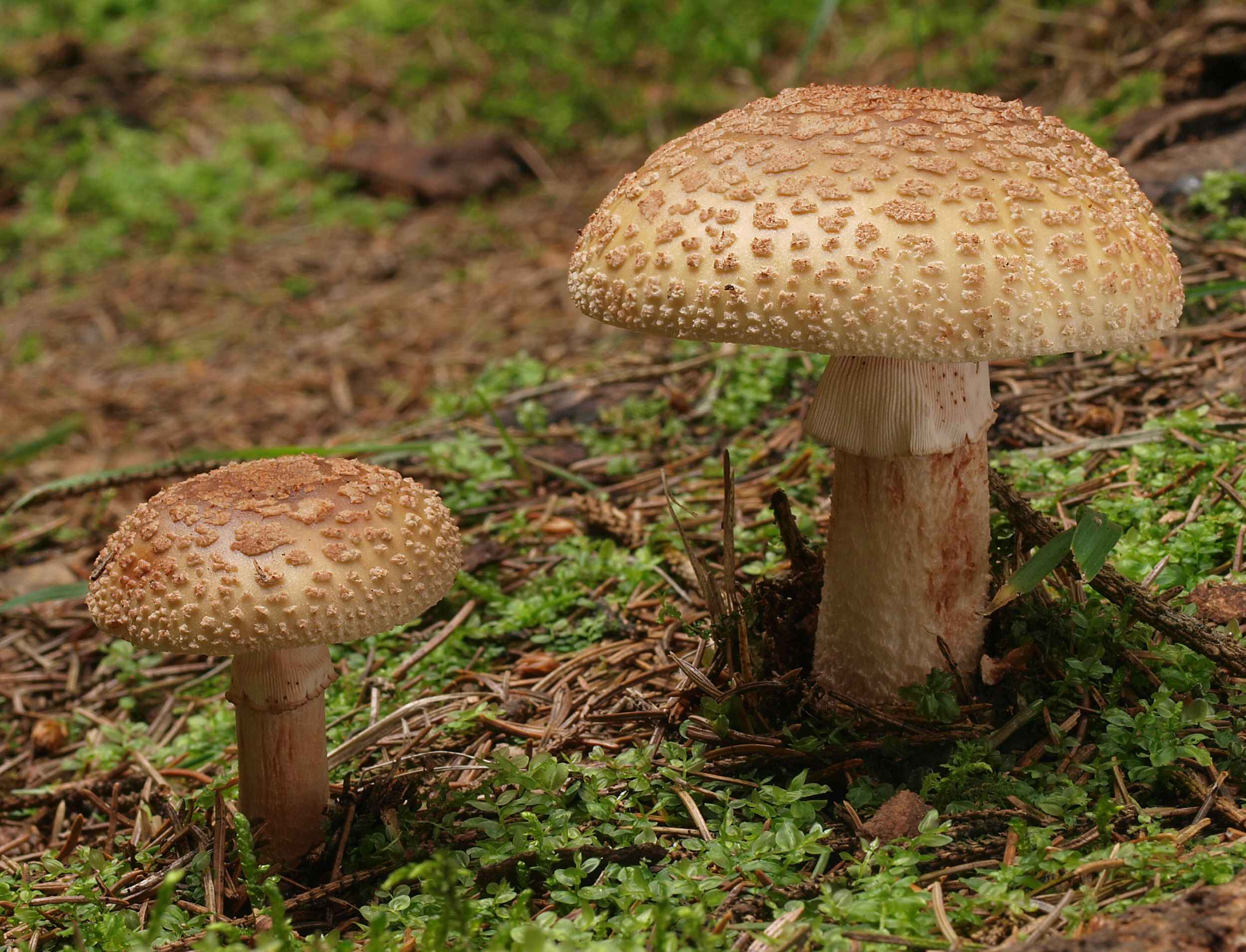
Amanita rubescens
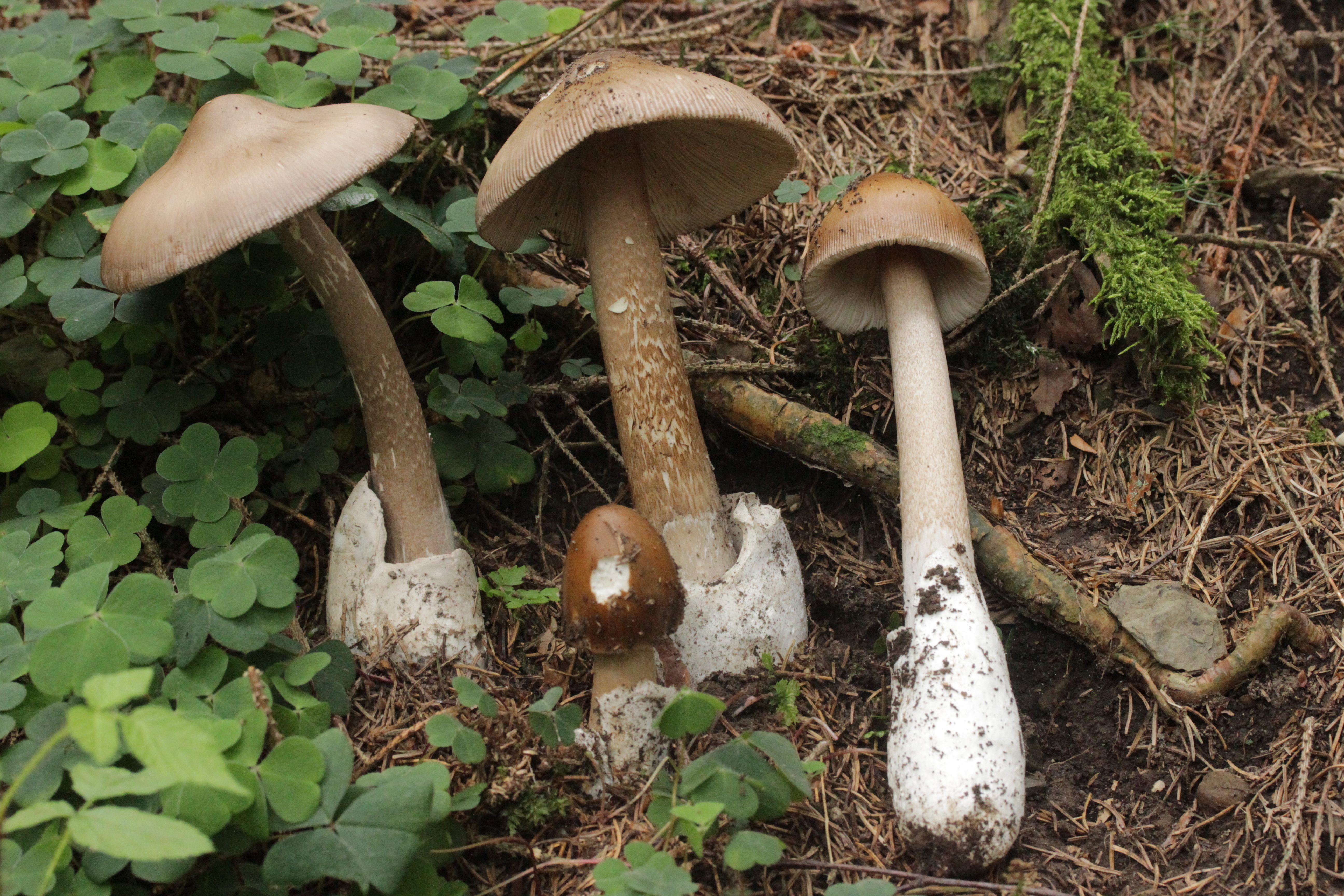
Amanita submembranacea
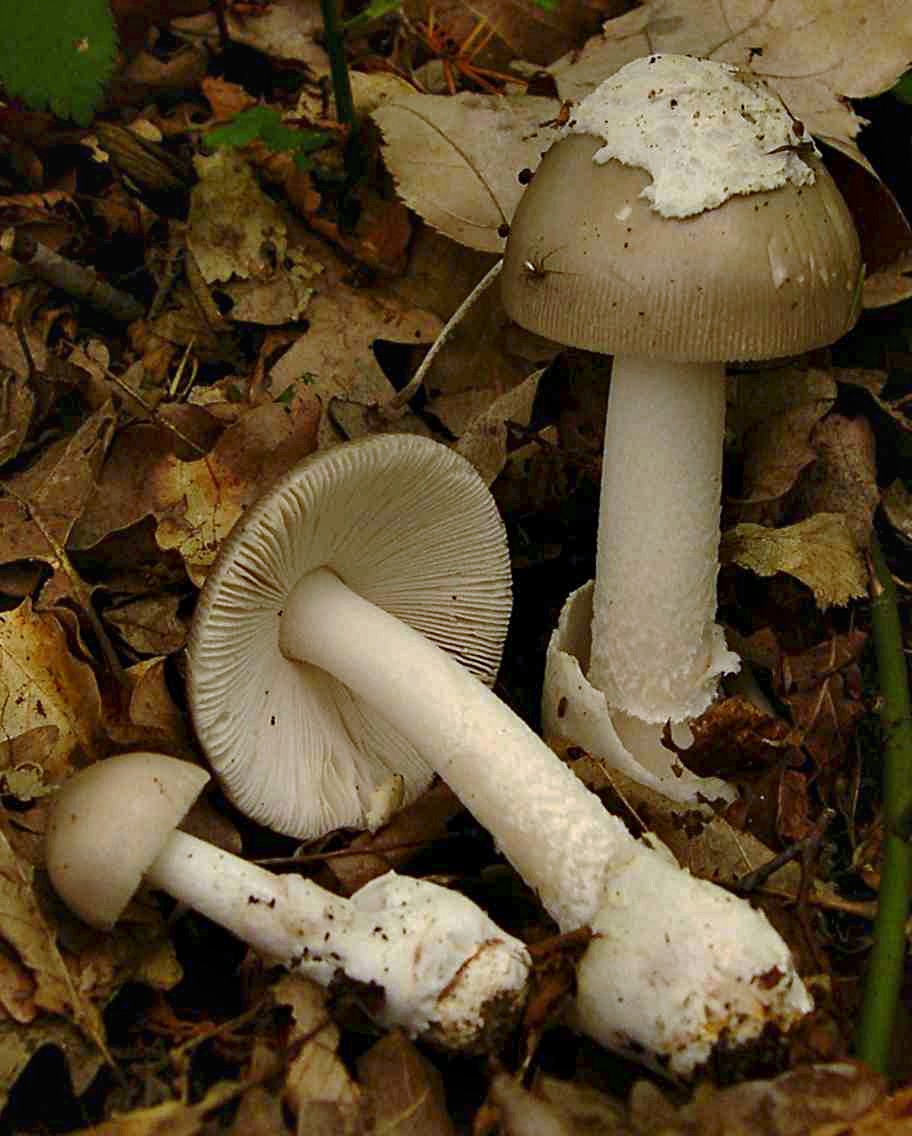
Amanita vaginata
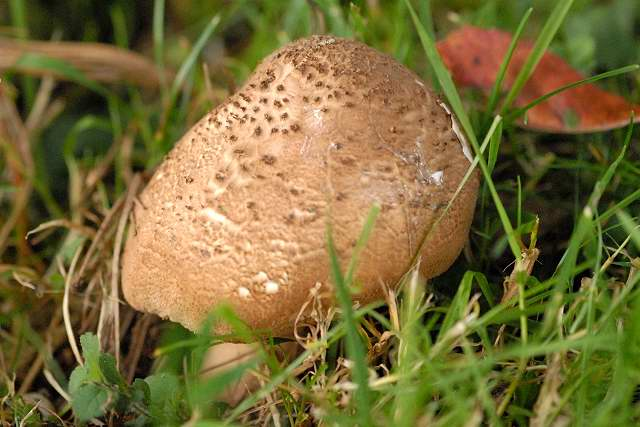
!!Lepiota aspera!!

## Valorificare
Amanita ceciliae este ca toate ciupercile acestui gen în stare crudă toxică (provoacă tulburări digestive), dar gătită este destul de gustoasă, toxinele fiind complet distruse prin tratamentul termic (ciuperca se taie în mod normal felii sau în sferturi). Cuticula se curăță mereu de resturile vălului universal pentru rafinarea gustului. De altfel, buretele poate fi preparat ca Amanita rubescens sau Amanita caesarea .
Dați atenție și nu poziționați această ciupercă destul de fragilă sub specii mai mari și grele în coș!